# Saint-Romain-de-Jalionas
Saint-Romain-de-Jalionas település Franciaországban, Isère megyében. Lakosainak száma 3405 fő (2022. január 1.). Saint-Romain-de-Jalionas Loyettes, Chavanoz, Crémieu, Leyrieu, Tignieu-Jameyzieu, Vernas és Villemoirieu községekkel határos.

## Népesség
A település népessége az elmúlt években az alábbi módon változott:
| Lakosok száma | 659  | 1816 | 2461 | 2993 | 3172 | 3216 | 3288 | 3346 | 3403 | 3405 |
|               | 1968 | 1982 | 1990 | 2006 | 2013 | 2015 | 2017 | 2019 | 2020 | 2022 |